# Ergatettix panchtharis
Ergatettix panchtharis är en insektsart som beskrevs av Sigfrid Ingrisch 2001. Ergatettix panchtharis ingår i släktet Ergatettix och familjen torngräshoppor. Inga underarter finns listade i Catalogue of Life.